# Star (azienda)
Star Stabilimento Alimentare S.p.A. è un'azienda alimentare italiana che produce insaporitori, sughi, salse e derivati del pomodoro, piatti pronti e infusi.
Nel 2006 l'azienda viene acquisita dal gruppo alimentare spagnolo Gallina Blanca del Gruppo Agrolimen. Nel 2015 la società spagnola ha preso il nome di GBfoods.

## Storia
È stata fondata da Regolo Fossati il 19 giugno 1948 a Muggiò con il nome di STAR Stabilimenti Alimentari Riuniti S.r.l. Star è inoltre la traduzione inglese del nome della sua consorte, Stella Pogliani.
Regolo succede alla guida di una prima e più piccola azienda alimentare muggiorese al padre Fulvio Fossati.
Fu un chimico sardo immigrato in Brianza, Giovanni Nughes di Santu Lussurgiu, che nel 1948 creò, presso la STAR, la ricetta del dado da cucina. Il prodotto ebbe talmente successo che il dado STAR fu immediatamente il più usato in Italia. Lo slogan recitava "Doppio Brodo Star" e il dado fu venduto in milioni di confezioni, tanto che Danilo Fossati diede a Nughes e alla sua famiglia una partecipazione azionaria ed un bonus di una lira per ogni dado venduto. Nughes continuò a lavorare alla STAR e fu il creatore dei primi piatti pronti come la linea Cuoco Mio (col Nescafè, un prodotto immancabile nelle uscite in campeggio degli anni ’70).
Nel 1949 subentra il figlio Danilo Fossati, il vero artefice dello sviluppo dell'azienda. La sede si trasferisce negli anni sessanta ad Agrate Brianza in un enorme stabilimento di 240000 metri quadrati, costruito usufruendo delle agevolazioni di una legge di quegli anni che prevedeva benefici fiscali a favore delle società industriali che si insediano in comuni ex-agricoli, aree depresse. La produzione spazia in ogni campo dell'alimentare (in quel periodo viene lanciato GranRagù, il primo sugo pronto prodotto industrialmente in Italia), ogni anno si creano idee nuove, l'azienda dava lavoro a 3 500 persone.
Negli anni settanta l'azienda viene acquisita dal gruppo IRI-SME e assume l'attuale denominazione, ma in occasione della privatizzazione del gruppo negli anni novanta, è stata ceduta a Findim, la finanziaria della famiglia del socio fondatore, con a capo sempre Danilo Fossati. Dopo la morte di lui nel 1995, gli succede il figlio Luca, che a sua volta muore tragicamente come passeggero dell'aereo privato che si scontra a terra con un aereo di linea nel disastro aereo di Linate dell'8 ottobre 2001.
Gli eredi rimasti a fine 2006 hanno ceduto il 50% della società al gruppo spagnolo Agrolimen, presente già nel mercato alimentare con la società ed il marchio Gallina Blanca. In breve il gruppo, guidato dalla famiglia spagnola Carulla, prende il controllo dell'azienda lombarda.

## Marchi
La Star è proprietaria dei marchi "Tigullio", "Saikebon", "Sogni d'Oro" e "Star Tea". Fino al 2005 è stata proprietario del marchio "Mellin", specializzato negli alimenti per neonati, e nel 2008 ha ceduto il marchio "Orzo Bimbo". Tra gli anni '70 e gli anni '80 la Star ha prodotto la "Ciao Crem", una delle principali rivali della Nutella e, anche dopo la scomparsa dagli scaffali delle creme spalmabili, il marchio "Ciao Crem" fino al 2011 è stato utilizzato per una linea di preparati per dessert liquidi. Inoltre, Star S.p.A. ha detenuto il marchio Liebig dal 1971 al 1992, gestendo con successo la produzione di zuppe pronte e altri prodotti alimentari a marchio Liebig durante questo periodo. La gestione del marchio ha contribuito a consolidare la reputazione di Star nel settore alimentare, grazie all'attenzione alla qualità e all'innovazione.    Negli ultimi anni, durante un periodo di rilancio e di significative perdite, Star S.p.A. ha deciso di cedere il marchio Pummarò al Gruppo Casalasco. 

## Dati societari
- Ragione sociale: Star - Stabilimento Alimentare S.p.A.
- Sede societaria: Via Giacomo Matteotti, 142 - 20864 Agrate Brianza (MB)
- Partita Iva: 01058630961
- Codice Fiscale e Numero d'iscrizione al Registro delle Imprese di Monza e Brianza: 12848530155
- Repertorio Economico Amministrativo di Monza e Brianza: 1589552
- Dipendenti (2018): 300